# Elecciones parciales de Jersey de 2003
Elecciones parciales para elegir a un senador tuvo lugar el 26 de febrero de 2003 en Jersey.

## Resultados
Candidatos (1 electo)
- Ted Vibert 3 983
- Alastair Layzell 3 712
- Ian MacFirbhisigh 2 487
- Geno Gouveia 1 761
- Harry Cole 489

- Electorado: 47 825
- Votos totales: 12 432
- Votos nulos: 139
- Porcentaje de participación: 29.31%